# اچ‌ام‌اس کنت (۱۷۴۶)
اچ‌ام‌اس کنت (۱۷۴۶) (به انگلیسی: HMS Kent (1746)) یک کشتی بود که طول آن ۱۵۴ فوت (۴۶٫۹ متر) بود. این کشتی در سال ۱۷۴۶ ساخته شد.